# Qinyang
Qinyang (chinois simplifié : 沁阳市 ; pinyin : qìnyáng shì) est une ville de la province du Henan en Chine. C'est une ville-district placée sous la juridiction administrative de la ville-préfecture de Jiaozuo.

## Démographie
La population du district était de 444 480 habitants en 1999.